# Dihydrogenmonoxid
Dihydrogenmonoxid er en kemisk betegnelse for vand, der er blevet brugt i spøgende sammenhæng. Ved at bruge et meget fremmedartet navn for vand og samtidig nævne en række negative effekter, kemikaliet kan have, har det været muligt at overbevise folk om, at brugen af kemikaliet stringent skal reguleres, mærkes som farlig eller forbydes. Spøgen er udviklet til at illustrere, hvordan manglen på videnskabelig læsefærdighed og overdreven analyse kan føre til ubegrundet frygt. Dihydrogenmonoxid, forkortet til DHMO, er det navn for vand, der stemmer overens med de basale regler for kemisk nomenklatur,
men er ikke blandt de navne, der er udgivet af IUPAC, og det bruges nærmest aldrig.
En populær version af spøgen blev skabt af Eric Lechner, Lars Norpchen og Matthew Kaufman, som boede sammen mens de gik på University of California, Santa Cruz i 1990, og revideret af Craig Jackson (også studerende på UC Santa Cruz) i 1994, og bragt i offentlighedens opmærksomhed i 1997, da Nathan Zohner, en 14-årig studerende, indsamlede underskrifter for at forbyde "DHMO" som grundlag for hans videnskabsprojekt med titlen "How Gullible Are We?" ("Hvor godtroende er vi?").
| Citat         | Dihydrogenmonoxid: - kaldes også hydroxylsyre og er hovedkomponenten i syreregn. - bidrager til drivhuseffekten. - kan på gasform forårsage alvorlige skoldninger. - bidrager til nedbrydningen af vores smukke landskaber. - fremskynder korrosion og rustdannelse af mange metaller. - kan bevirke elektriske kortslutninger og nedsat effektivitet af bilers bremser. - er blevet fundet i tumorer udskåret hos terminale kræftpatienter. På trods af sin farlighed anvendes dihydrogenmonoxid ofte: - som opløsnings- og kølemiddel i industrien. - i kernekraftværker. - i produktionen af flamingo. - som brandhæmmende middel. - i mange former for grusom dyreforskning. - til spredning af pesticider; selv efter udvaskning forbliver emnet forurenet med dette kemikalie. - som tilsætningsstof i "junk-foods" og mange andre fødevarer. | Citat |
| Nathan Zohner | |       |

"Dihydrogenmonoxid" lyder muligvis farligt for dem der har et meget begrænset kendskab til kemi eller som sværger til idealet om et "kemikaliefrit" liv (kemofobi).
Spøgen er hyppigt blevet udbygget i årenes løb. For eksempel er der blevet lavet et sikkerhedsdatablad — en liste med information om potentielt farlige materialer brugt i forskning og industri – for det.